# Miss World Guinée
Ne doit pas être confondu avec Miss Guinée.
Pour les articles homonymes, voir Miss.
Miss World Guinée ou Miss Monde Guinée, est un titre de beauté donné à la candidate représentante de la Guinée au concours Miss Monde depuis 2013.
Initialement, seule la jeune femme portant le titre de Miss Guinée obtient le droit de concourir aux deux principaux concours de beauté internationaux, à savoir Miss Univers et Miss Monde. Cependant, à la suite d'une décision interne du Comité Miss Guinée, il a été autorisé pour les dauphines de Miss Guinée de participer à l’un des deux concours mondiaux.
L’actuel récipiendaire est Saran Bah, 2e dauphine de Miss Guinée 2019, désignée officiellement Miss World Guinée 2021 en octobre 2021. Elle s'est classée dans le Top 40 lors de la dernière élection de Miss Monde 2021, le 16 mars 2022, à San Juan, capitale de Porto Rico.
À ce jour, une seule Guinéenne a franchi la barre du Top 40 au concours Miss Monde :
- Saran Bah, classée dans le Top 40 à Miss Monde 2021.

Toutefois, aucune candidate issue du comité Miss Guinée n’a remporté le titre Miss Monde.

## Histoire
L’écharpe et le titre officiels de Miss World Guinée sont apparus en Guinée lors de Miss Monde 2015 à l'initiative de Johanna Barry, présidente du Comité Miss Guinée. Entre 2015 et 2021, quatre jeunes femmes ont représenté la Guinée.

## Liste des tenantes du titre
Sur les 70 éditions de Miss Monde, la Guinée s’est classée à une seule édition.
- Élue Top 40
- Non classée
- Retrait

| Portrait | Année | Miss World Guinée   | Classement à Miss Guinée | Région  | Résultat à Miss Monde | Distinction(s) spéciale(s)                           |
| -------- | ----- | ------------------- | ------------------------ | ------- | --------------------- | ---------------------------------------------------- |
|          | 2021  | Saran Bah           | 2e dauphine              | Conakry | Top 40                | 2e dauphine Miss Guinée 2019 Miss Guinée Canada 2014 |
|          | 2019  | Rétrait             | Rétrait                  | Rétrait | Rétrait               | Rétrait                                              |
|          | 2018  | Rétrait             | Rétrait                  | Rétrait | Rétrait               | Rétrait                                              |
|          | 2017  | Asmaou Diallo       | Miss Guinée 2017         | Conakry | Non classée           |                                                      |
|          | 2016  | Safiatou Baldé      | Miss Guinée 2016         | Conakry | Non classée           |                                                      |
|          | 2015  | Mama Aïssata Diallo | Miss Guinée 2015         | Conakry | Non classée           |                                                      |
|          | 2014  | Halimatou Diallo    | Miss Guinée 2014         | Conakry | Non classée           |                                                      |
|          | 2013  | Mariama Diallo      | Miss Guinée 2013         | Conakry | Non classée           | 2e dauphine Miss Guinée 2013 Miss Cedeao 2012        |

## Observations
- La Guinée a envoyé pour la première fois en 2021 une dauphine à la place de la Miss.
- L'édition 2020 est annulée à cause de la pandémie de Covid-19.